# Пикалов, Андрей Никитович
Андрей Никитович Пикалов (1924—1982) — советский военнослужащий. В Рабоче-крестьянской Красной Армии и Советской Армии служил с марта 1943 года по декабрь 1946 года. Участник Великой Отечественной войны. Полный кавалер ордена Славы. Воинское звание — старшина.

## Биография

### До призыва на военную службу
Андрей Никитович Пикалов родился 9 мая 1924 года в селе Лещ-Плота Тимского уезда Курской губернии РСФСР СССР (ныне в черте села Гололобовка Солнцевского района Курской области Российской Федерации) в крестьянской семье. Русский. Окончил 6 классов неполной средней школы в 1938 году. До немецкой оккупации села работал трактористом районной машинно-тракторной станции.

### На фронтах Великой Отечественной войны
В феврале 1943 года Солнцевский район Курской области был освобождён советскими войсками, и 2 марта А. Н. Пикалов был призван на военную службу. После прохождения курса молодого бойца в мае 1943 года его направили в 136-ю стрелковую дивизию, формирование которой началось в резерве Ставки Верховного Главнокомандования. В боях с немецко-фашистскими захватчиками красноармеец роты связи 342-го стрелкового полка А. Н. Пикалов с 28 августа 1943 года на Воронежском фронте. Боевое крещение принял в боях за город Зеньков Полтавской области в ходе Сумско-Прилукской операции Битвы за Днепр. 6 сентября, после двухнедельных ожесточённых боёв, Зеньков был освобождён, и войска Воронежского фронта устремились к Днепру. Андрей Никитович в составе своего подразделения участвовал в освобождении Левобережной Украины, разгроме немецкой группировки в районе Дарницы.
В период с 25 сентября по 1 октября 136-я стрелковая дивизия полковника И. М. Пузикова несколько раз пыталась форсировать Днепр южнее Киева и развить наступление на Пирогово. Однако из-за того, что 50-й стрелковый корпус, в состав которого в тот момент входила дивизия, был недостаточно усилен и имел очень мало боеприпасов и переправочных средств, а противник в районе Киева сосредоточил крупную группировку, удержать плацдарм на правом берегу реки никак не удалось. Когда во время одной из таких попыток 1-й стрелковый батальон 342-го стрелкового полка оказался отрезанным от основных сил и утратил средства связи, красноармеец Пикалов, будучи связным командира батальона, дважды проходил сквозь кольцо окружения, обеспечив тем самым письменную связь между штабами полка и батальона. За этот подвиг Андрей Никитович был награждён своей первой боевой наградой — медалью «За отвагу». Командир полка майор Г. С. Хроменко ещё тогда обратил внимание на исключительную смелость связиста, его хорошие физические данные и умение оставаться невидимым для врага. Позднее, уже после освобождения Киева, А. Н. Пикалов в звании младшего сержанта был переведён на должность разведчика во взвод пешей разведки. В новой должности Андрей Никитович проявил себя уже зимой 1944 года.

### Орден Славы III степени
В ходе Житомирско-Бердичевской операции 136-я стрелковая дивизия, наступавшая в составе 27-й армии в направлении Звенигородки, к середине января 1944 года существенно продвинулась на юг, но в результате мощного контрудара немцев была отрезана от основных сил. Части дивизии окопались на рубеже Рубаный Мост—Багва—Ризино, где вскоре были обнаружены вражеской разведкой. Немецкое командование не могло допустить нахождения в своём тылу группировки советских войск и бросило на её ликвидацию крупные силы пехоты, танков и авиации. С 14 января к западу от Звенигородки начались ожесточённые бои. Противник пытался расчленить дивизию на отдельные отряды и, лишив их управляемости, разгромить поодиночке. Когда 15 января 342-й стрелковый полк попал в непростую ситуацию у села Багва, младший сержант А. Н. Пикалов дважды проходил сквозь боевые прядки противника с донесениями и приказами. Противник нёс в боях большие потери. Только 15 января полк подполковника Хроменко, отражая яростный натиск немцев, уничтожил 2 танка, 1 САУ и до 150 солдат и офицеров вермахта. Однако силы были слишком неравными, и 18 января командование дивизии приняло решение начать отход в направлении Лысянки. Во время выполнения манёвра впереди основных сил дивизии действовало несколько разведгрупп, которые вели разведку маршрута, собирали сведения о местах дислокации войск противника и их численности, громили небольшие отряды и обозы немцев, захватывали контрольных пленных. В одной из таких групп действовал и разведчик Пикалов.
Оперативно получаемая от разведчиков информация до поры до времени позволяла дивизии ускользать от преследования, но 24 января немцы сумели блокировать её в лесном массиве у хутора Тихоновка. Пока советские солдаты под непрерывной бомбёжкой вели неравный бой с немецкими танками и пехотой, разведчики отчаянно искали возможность вывести дивизию из окружения. С севера путь соединению преграждала хорошо укреплённая немцами высота 208,1, и эту ключевую позицию одному из стрелковых батальонов было приказано взять любой ценой. В ходе штурма высоты младший сержант А. Н. Пикалов одним из первых достиг немецких позиций и, ворвавшись в траншеи, гранатами и огнём из автомата уничтожил вражеский пулемёт с расчётом и до 10 солдат неприятеля. Смелые и решительные действия разведчика способствовали взятию высоты, благодаря чему дивизия сумела выйти из мешка и занять Тихоновку.
Тем временем войска 1-го Украинского фронта перешли в наступление в рамках Корсунь-Шевченковской операции. 28 января сводная группа из 12 разведчиков под командованием помощника начальника разведотдела дивизии капитана А. Г. Ефремова получила задачу проникнуть через немецкие позиции в район села Жабянка и установить связь с наступающими частями Красной Армии. По дороге на Жабинку разведчики столкнулись с беспорядочно отступающей группой противника численностью до 200 человек. Пользуясь элементом внезапности, разведчики А. Н. Пикалов, Ф. В. Волотов, Ю. П. Кузьмин и В. И. Угрюмов первыми смело бросились на врага и закидали его гранатами. До 20 немецких солдат и офицеров, в том числе обер-лейтенант, командир батальона и три унтер-офицера были уничтожены, а остальные в панике разбежались. После этого группа вошла в Жабянку, где встретилась с бойцами 520-го стрелкового полка 167-й стрелковой дивизии.
В дальнейших боях по ликвидации окружённой в районе Корсуня семидесятитысячной группировки противника младший сержант А. Н. Пикалов, действуя в разведке, не раз добывал ценные сведения для командования. Всего за время Корсунь-Шевченковской операции Андрей Никитович лично доставил в штаб своего полка 5 «языков». За образцовое выполнение боевых заданий командования, доблесть и мужество, проявленные в боях, приказом от 10 февраля 1944 года он был награждён орденом Славы 3-й степени.

### Орден Славы II степени
После ожесточённых боёв под Уманью 136-я стрелковая дивизия была выведена в резерв Ставки Верховного Главнокомандования и после отдыха и пополнения переброшена на Волынь в район города Луцка, где вошла в состав 3-й гвардейской армии. 13 июля она перешла в наступление в рамках Львовско-Сандомирской операции общим направлением на Горохов. На следующий день 342-й стрелковый полк вышел на подступы к опорному пункту противника селу Лемешув. Штабу полка срочно нужны были сведения о противнике, и сержант А. Н. Пикалов с отделением разведчиков получил задачу произвести разведку немецких позиций и взять «языка». При выполнении боевого задания Андрей Никитович со своими бойцами проник вглубь вражеской обороны и, обнаружив группу солдат противника, смело атаковал её. В рукопашной схватке разведчики уничтожили четырёх немецких солдат, а пулемётчика с ручным пулемётом захватили в плен. Используя полученные от контрольного пленного сведения, полк взял Лемешув, но противник, не смирившись с потерей выгодных оборонительных рубежей, скоро перешёл в контратаку крупными силами пехоты при поддержке танков. В сложной боевой обстановке сержант Пикалов, проявив инициативу, занял удобную огневую позицию на небольшой возвышенности и огнём из трофейного ручного пулемёта умело отсёк вражескую пехоту от танков, истребив при этом до 10 немецких солдат. Подоспевшие артиллеристы довершили разгром врага.
Со взятием Лемешува тактическая оборона противника была прорвана на всю глубину. Части дивизии, развив стремительное наступление, 18 июля сходу форсировали Западный Буг и, захватив плацдарм, к утру 19 июля расширили его до 15 километров в глубину, чем обеспечили быструю переправу основных сил 21-го стрелкового корпуса. С захваченного плацдарма подразделения 3-й гвардейской армии продолжили наступление по территории Польши. К концу месяца они вышли к Висле, разгромили немецкие войска в районе Аннополя и, форсировав водную преграду, захватили три небольших плацдарма на левом берегу реки. 2 августа в боях за Вислой сержант А. Н. Пикалов был ранен, а 10 августа за отличие в ходе Львовско-Сандомирской операции он был награждён орденом Славы 2-й степени.

### На млавско-эльбингском направлении
Удержать плацдармы за Вислой в районе Аннополя частям 3-й гвардейской армии не удалось, и в сентябре 1944 года 136-я стрелковая дивизия была выведена в резерв, а затем переброшена на Сероцкий плацдарм, захваченный советскими войсками на реке Нарев. Отсюда она в составе 70-й армии 2-го Белорусского фронта перешла в наступление в рамках Млавско-Эльбингской операции. При прорыве немецкой обороны у села Станиславово сержант А. Н. Пикалов по приказу командования с несколькими бойцами пробрался в тыл немцев, где, действуя дерзко и решительно, захватил двух «языков», в том числе одного офицера, и доставил их в штаб полка. Пленные дали ценные сведения о силах противника и организации его обороны, что позволило дивизии решить поставленную боевую задачу. Во время боёв за Модлин Андрей Никитович умело провёл разведку вражеской обороны, чем обеспечил успешный штурм крепости.
Со взятием Модлина войска 70-й армии вышли на оперативный простор и вели преследование остатков разгромленных немецких войск, отступавших к Торнскому укреплённому району. Противник стремился задержать стремительное продвижение советских войск, организуя промежуточные рубежи обороны. 22 января 342-й стрелковый полк майора А. А. Жука был остановлен на северо-восточной окраине города Плоцка шквальным пулемётным огнём, который немцы вели с верхних этажей расположенного здесь костёла. Сержант А. Н. Пикалов с группой разведчиков получил приказ уничтожить огневые средства неприятеля, мешавшие подразделению ворваться в город. Андрей Никитович со своими бойцами сумел незаметно для врага обойти немецкие позиции и одним из первых ворвался в церковь. В ожесточённой рукопашной схватке, огнём автомата и гранатами он уничтожил два станковых пулемёта с расчётами и 6 немецких солдат. Опорный пункт неприятеля был уничтожен, и полк вступил на улицы города. Через несколько часов Плоцк был полностью очищен от войск противника.
В ходе окружения и разгрома торнской группировки противника 136-я стрелковая дивизия гвардии полковника В. И. Трудолюбова действовала в составе оперативной группы полковника В. А. Вознюка. Благодаря самоотверженной работе разведчиков, в том числе и группы сержанта А. Н. Пикалова, соединению удалось быстро овладеть городом-крепостью Торн, который немцы хорошо подготовили к длительной обороне, благодаря чему старинный город избежал значительных разрушений.
За отличие в Млавско-Эльбингской операции 7 февраля 1945 года командир 342-го стрелкового полка майор Жук представил сержанта Пикалова к ордену Славы 1-й степени. Однако Военный совет 70-й армии посчитал подвиг разведчика недооценённым и заменил награду на орден Красного Знамени. Полным кавалером ордена Славы Андрей Никитович стал уже по итогам Штеттинско-Ростокской операции Битвы за Берлин.

### Орден Славы I степени
В феврале-начале апреля 1945 года сержант А. Н. Пикалов сражался в восточной Померании, в том числе участвовал в освобождении города Данцига. На заключительном этапе войны войскам 2-го Белорусского фронта предстояло добить разгромленные и отброшенные за Одер части немецкой группы армий «Висла». 20 апреля 1945 года отделение сержанта Пикалова одним из первых преодолело сильно заболоченную пойму между рукавами Одера — Ост-Одером и Вест-Одером. Быстро произведя разведку местности, Андрей Никитович вывел в тыл немцев штурмовой батальон, который неожиданной атакой захватил сильно укреплённую высоту на западном берегу Одера, благодаря чему основные силы дивизии быстро форсировали водную преграду и перерезали шоссе Штеттин—Гартц. Закрепив плацдарм, 136-я стрелковая дивизия продолжила наступление общим направлением на Пренцлау и 23 апреля вышла к опорному пункту немцев посёлку Паргов. Под шквальным огнём вражеских пулемётов и зенитных пушек сержант А. Н. Пикалов первым ворвался в населённый пункт, уничтожив при этом пять солдат неприятеля. Зачищая со своими бойцами дом за домом, Андрей Никитович на одном из чердачных помещений обнаружил группу немецких корректировщиков артиллерийского огня. Огнём из автомата он уничтожил двух вражеских солдат, а офицера обезоружил, захватил в плен и доставил в штаб полка. От пленного была получена ценная информация о противнике. Несколькими днями позже Пикалов участвовал в боях за Пренцлау, где с риском для жизни спас двух советских офицеров. Здесь, в Пренцлау, Андрей Никитович завершил свой боевой путь. За отличие в Штеттинско-Ростокской операции 6 мая 1945 года командир полка вторично представил сержанта А. Н. Пикалова к ордену Славы 1-й степени. Высокая награда разведчику была присвоена указом Президиума Верховного Совета СССР от 29 июня 1945 года.

### После войны
После окончания Великой Отечественной войны А. Н. Пикалов оставался на военной службе до декабря 1946 года. Демобилизовался Андрей Никитович в звании сержанта. В отставку вышел в звании старшины. Жил в городе Харькове. Работал шофёром в Харьковском облавтотресте. За многолетний добросовестный труд был награждён орденом «Знак Почёта». Умер Андрей Никитович 27 декабря 1982 года. Похоронен в Харькове.

## Награды
- Орден Красного Знамени (28.02.1945)[6];
- орден «Знак Почёта»[2];
- орден Славы 1-й степени (29.06.1945)[14];
- орден Славы 2-й степени (10.08.1944)[13];
- орден Славы 3-й степени (10.02.1944)[10];
- медали, в том числе:

медаль «За отвагу» (02.10.1943);
медаль «За победу над Германией в Великой Отечественной войне 1941-1945 гг.».

## Документы
- Общедоступный электронный банк документов «Подвиг Народа в Великой Отечественной войне 1941—1945 гг.» Дата обращения: 17 ноября 2014. Архивировано из оригинала 13 марта 2012 года.

Орден Красного Знамени.
Орден Славы 1-й степени.
Орден Славы 2-й степени.
Орден Славы 3-й степени.
Медаль «За отвагу».